# Nikolai Wassiljewitsch Newrew

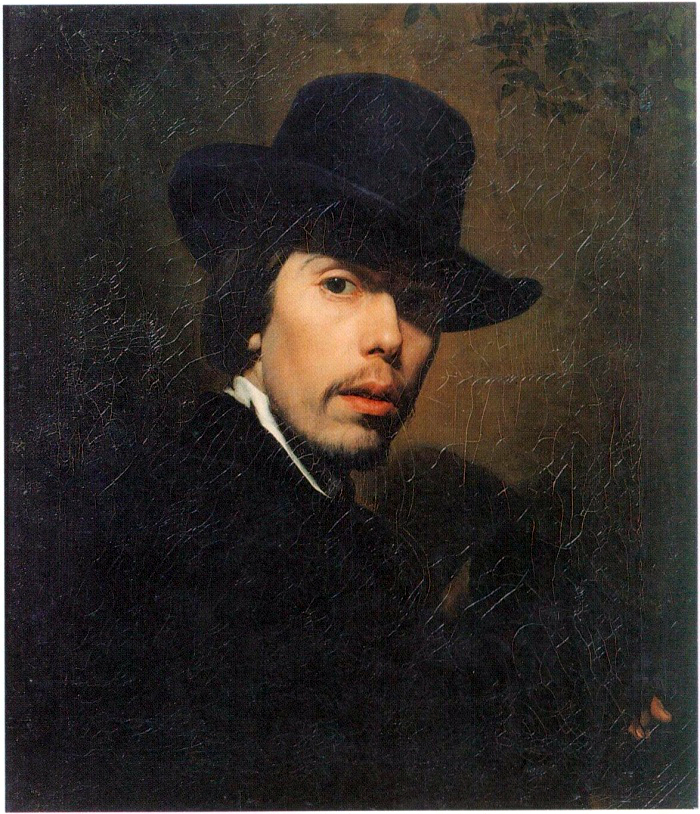
Nikolai Wassiljewitsch Newrew (Selbstporträt, 1858)
Staatliche Tretjakow-Galerie, Moskau

Nikolai Wassiljewitsch Newrew (russisch Николай Васильевич Неврев, wiss. Transliteration Nikolaj Vasil'evič Nevrev; * 1830 in Moskau, Russisches Kaiserreich; † 3. Maijul. / 16. Mai 1904greg. auf Gut Lyskowschtschina (russisch Лысковщина), Rajon Kruhlaje im Gouvernement Mogiljow) war ein russischer Maler des russischen Realismus und Mitglied der Künstler-Gruppe Peredwischniki, einer Gruppe realistischer Maler, die sich der Darstellung des Alltagslebens in Russland widmeten. Newrew ist vor allem für seine Genrebilder und Porträts bekannt.

## Leben und Werk
Newrew studierte von 1850 bis 1855 an der Moskauer Hochschule für Malerei, Bildhauerei und Architektur in der Klasse von Michail Iwanowitsch Skotti. Beim Verlassen erhielt er den Titel eines Freien Künstlers. Newrews frühe Werke waren hauptsächlich Porträts. In den 1860er Jahren begann er, sich der Genremalerei zuzuwenden. Zu seinen bekanntesten Werken gehören Die Bauernversammlung (1873), Die Heimkehr des Sohnes (1878) und Die Dorfschneiderin (1880). Seine Gemälde zeigen oft Szenen aus dem Leben der einfachen Bevölkerung, insbesondere aus dem ländlichen Russland. Newrews Werk ist geprägt von einem tiefen Mitgefühl für die Menschen, die er darstellte, und einem Streben nach realistischer Darstellung. Ab Mitte der 1870er Jahre wandte er sich dann Themen aus der russischen Geschichte zu. Während dieser Phase entstanden Werke wie Fürst Roman Galizki und die päpstlichen Gesandten, Dmitrij der Prätendent bei Wischnewezki (1881; in der Tretjakow-Galerie), Vorstellung von Xenia Godunowa beim falschen Dmitri (1882), Sachar Ljapunow und Wassili Schuiski (1886), Patriarch Nikon vor Gericht (1885) und Jaroslaw der Weise sendet seine Tochter Anna, um den französischen König Heinrich I. zu heiraten (1888).
1881 trat Newrew der Wanderbewegung bei. Die Peredwischniki lehnten die romantisierenden und idealisierenden Tendenzen der akademischen Kunst ab und strebten stattdessen nach einer ehrlichen und ungeschminkten Darstellung der Realität. Newrews Werk passte gut zu dieser Ausrichtung, und er wurde ein aktives und geschätztes Mitglied der Gruppe. Seine Werke sind heute in vielen Museen in Russland und im Ausland zu sehen, darunter die Tretjakow-Galerie in Moskau und das Russische Museum in Sankt Petersburg.
Seine letzten Lebensjahre waren von großer Not gekennzeichnet. Mit 74 Jahren erschoss er sich aus Verzweiflung auf seinem Anwesen Lyskowschtschina.

## Gemälde (Auswahl)

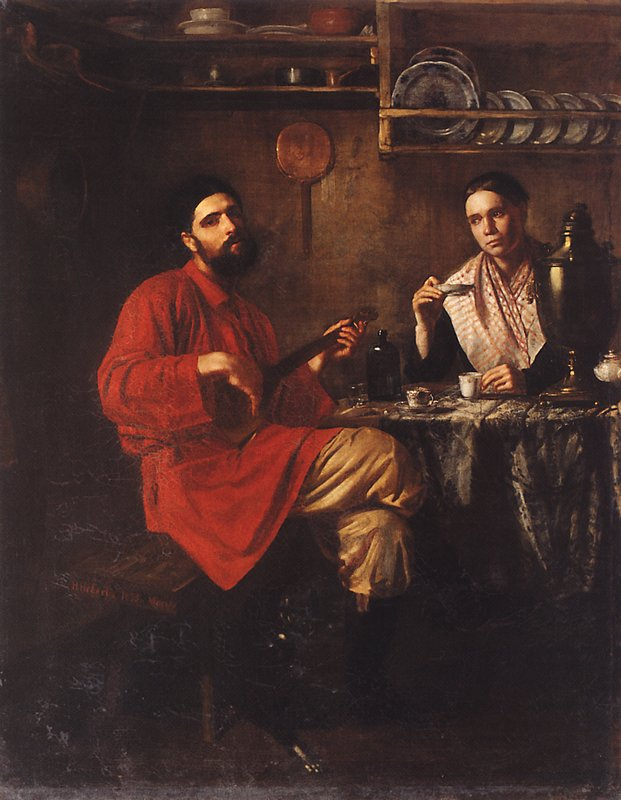
Heimische Bauernszene (russisch Домашняя крестьянская сцена, 1855) Staatliche Tretjakow-Galerie, Moskau
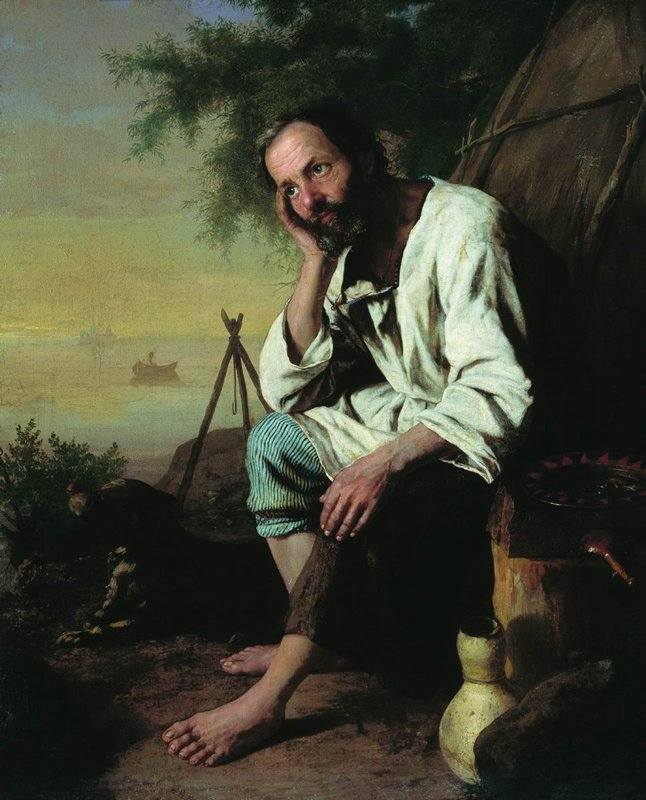
Großvater Wassili (russisch Дед Василий, 1858) Sumy Art Museum benannt nach Nikanor Onatsky, Ukraine
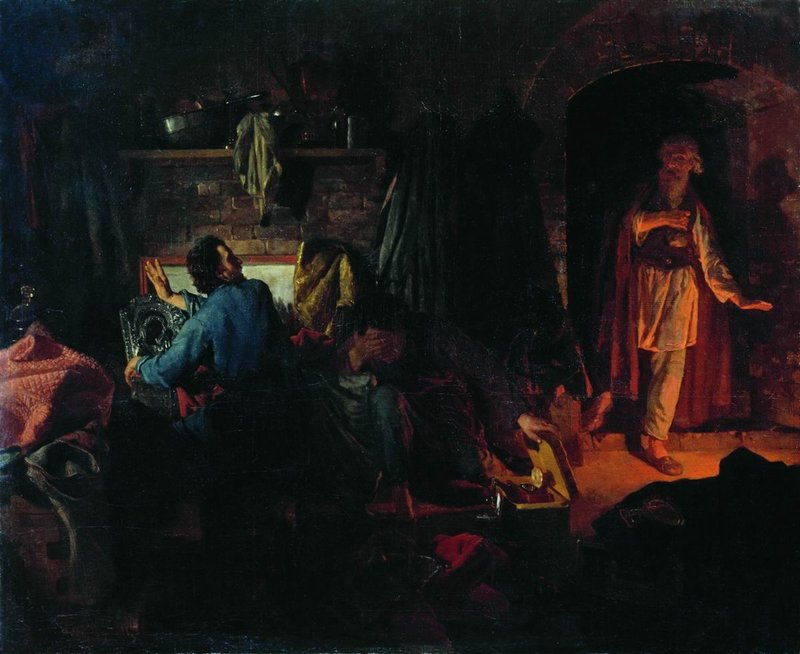
Die Kinder des Geizhalses (russisch Дети скупого, 1864) Regionalmuseum der Schönen Künste Archangelsk
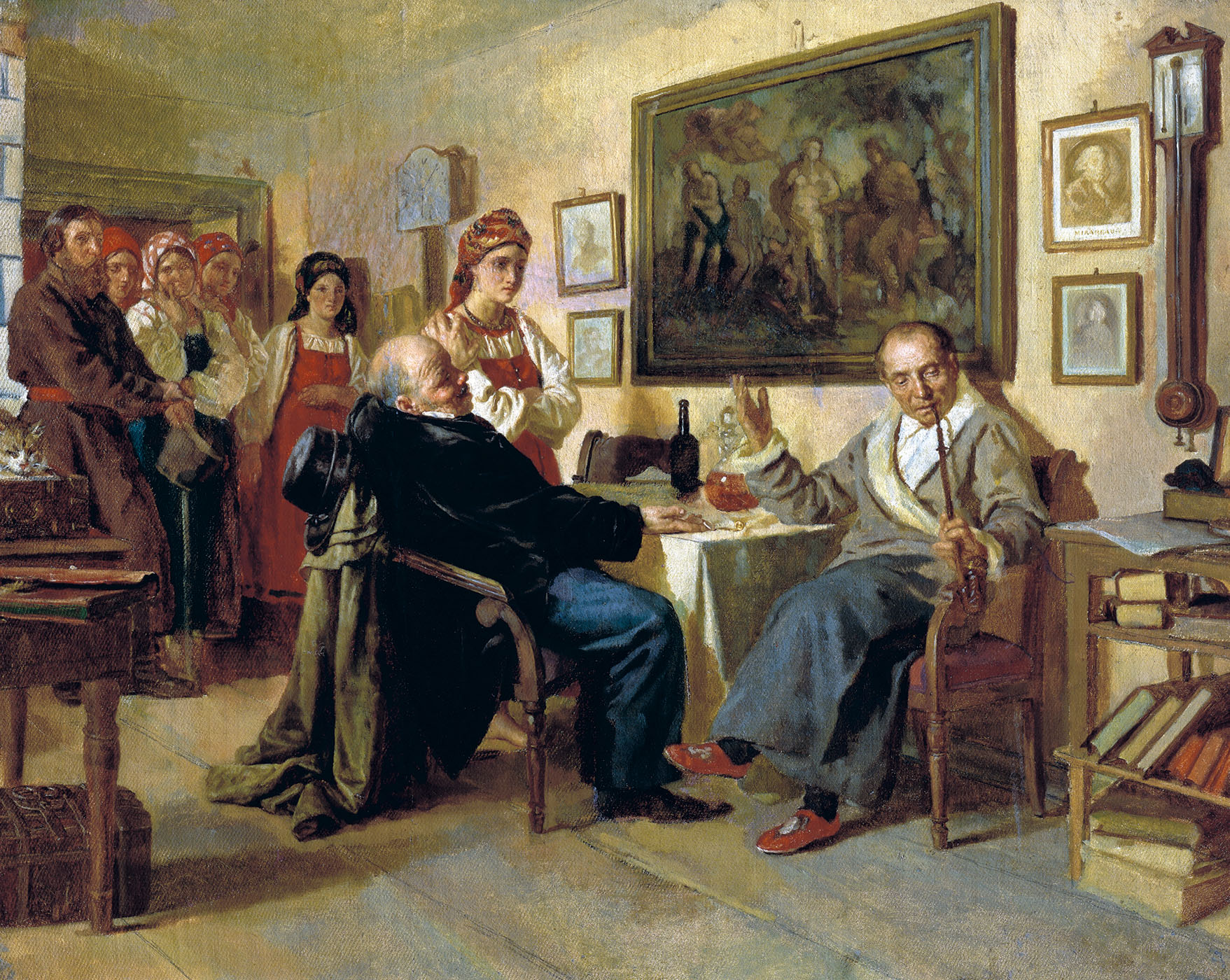
Der Handel/Das Geschacher (russisch Торг, 1866) Staatliche Tretjakow-Galerie, Moskau
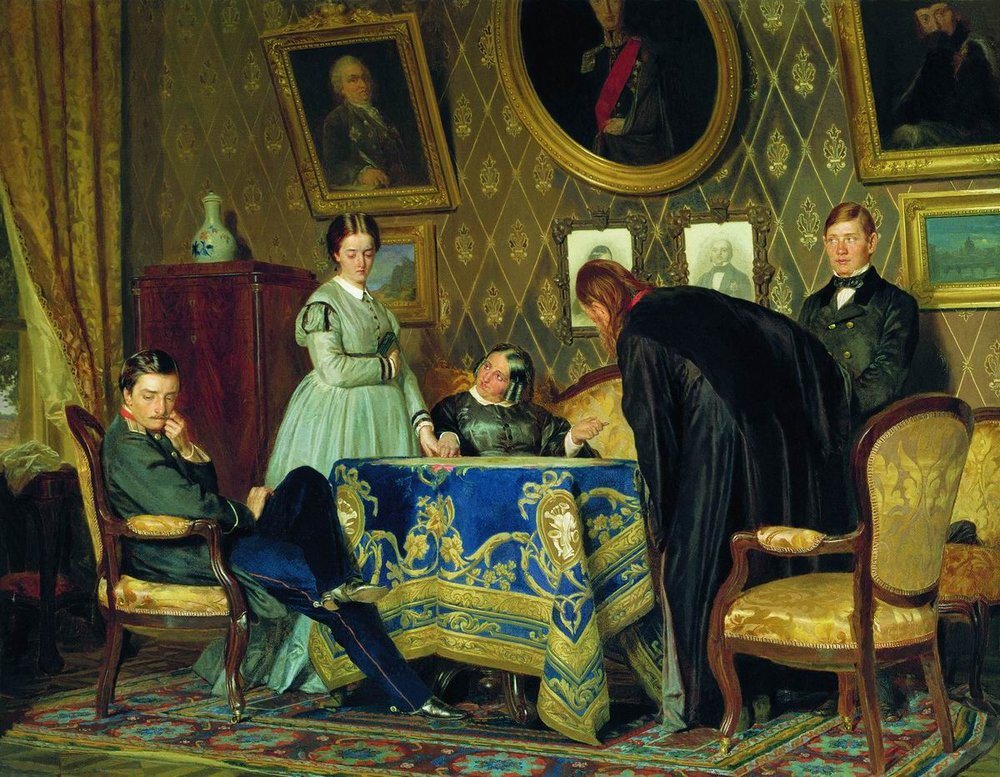
Das Mündel (russisch Воспитанница, 1867) Staatliche Tretjakow-Galerie, Moskau
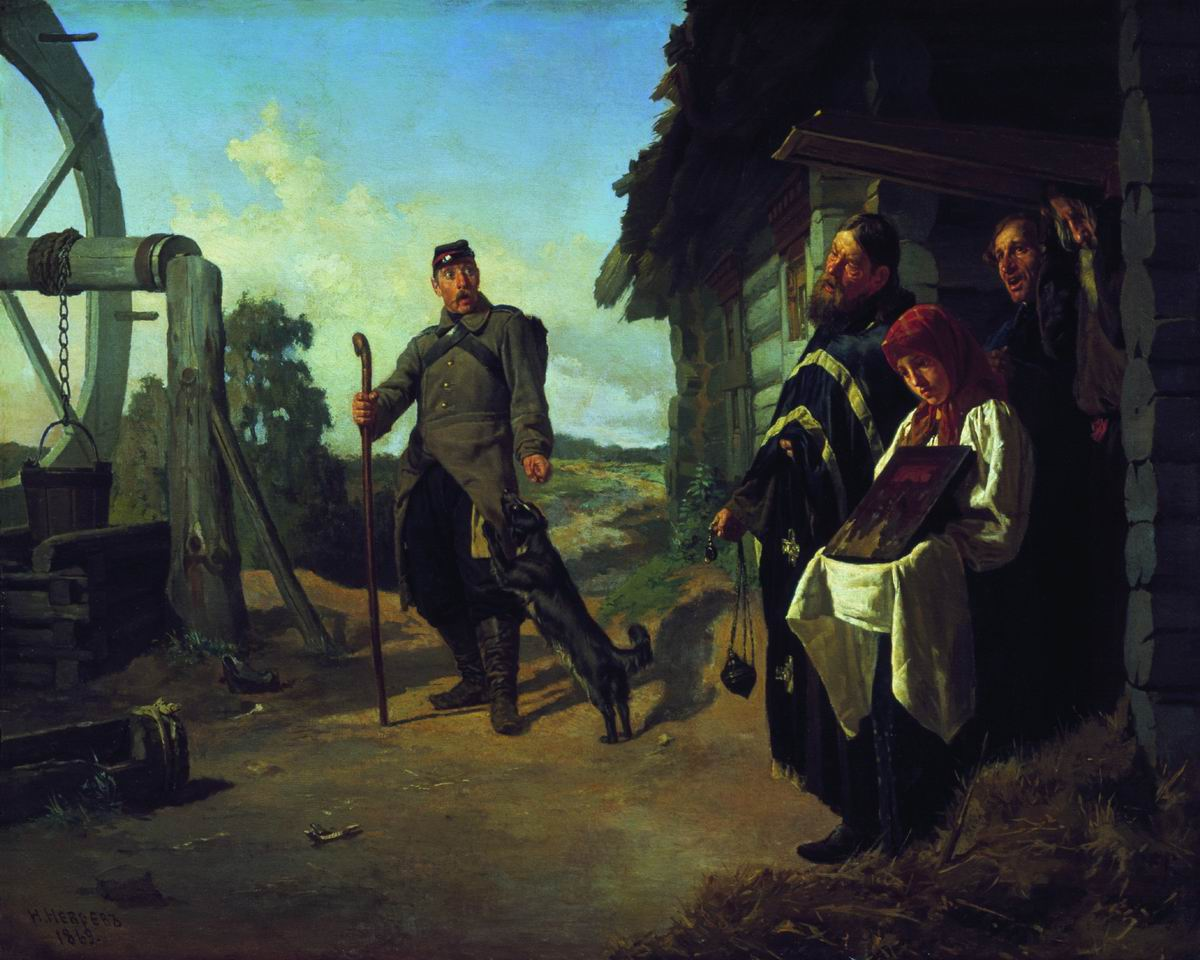
Die Rückkehr eines Soldaten in seine Heimat (russisch Возвращение солдата на родину, 1869) Kunstmuseum Dnipro
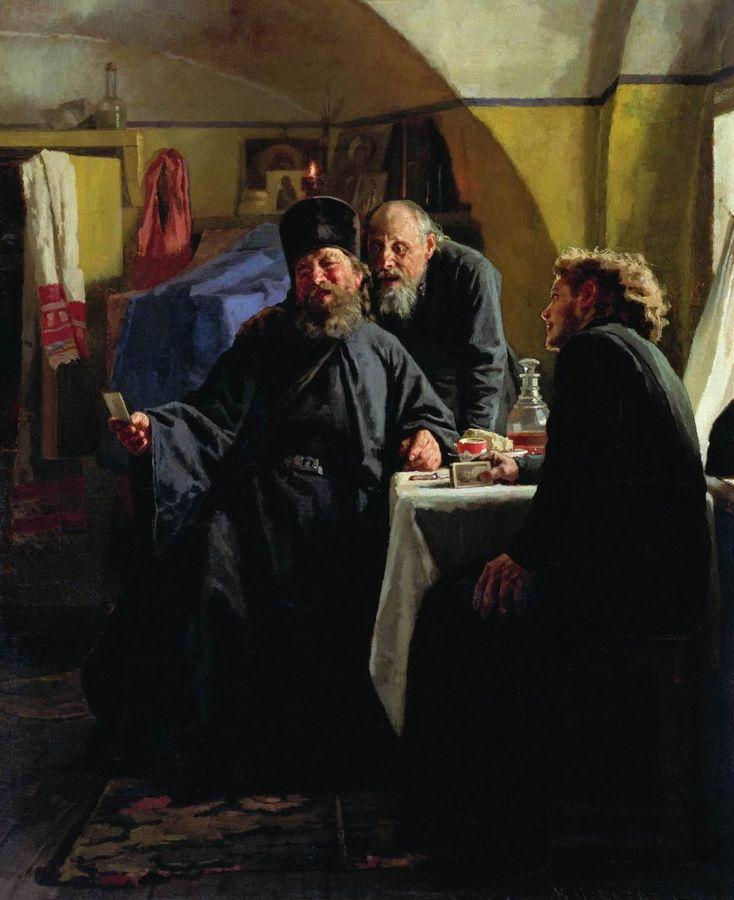
Die Mönche (russisch Монахи, 1880) Staatliches Museumsreservat „Rostower Kreml“
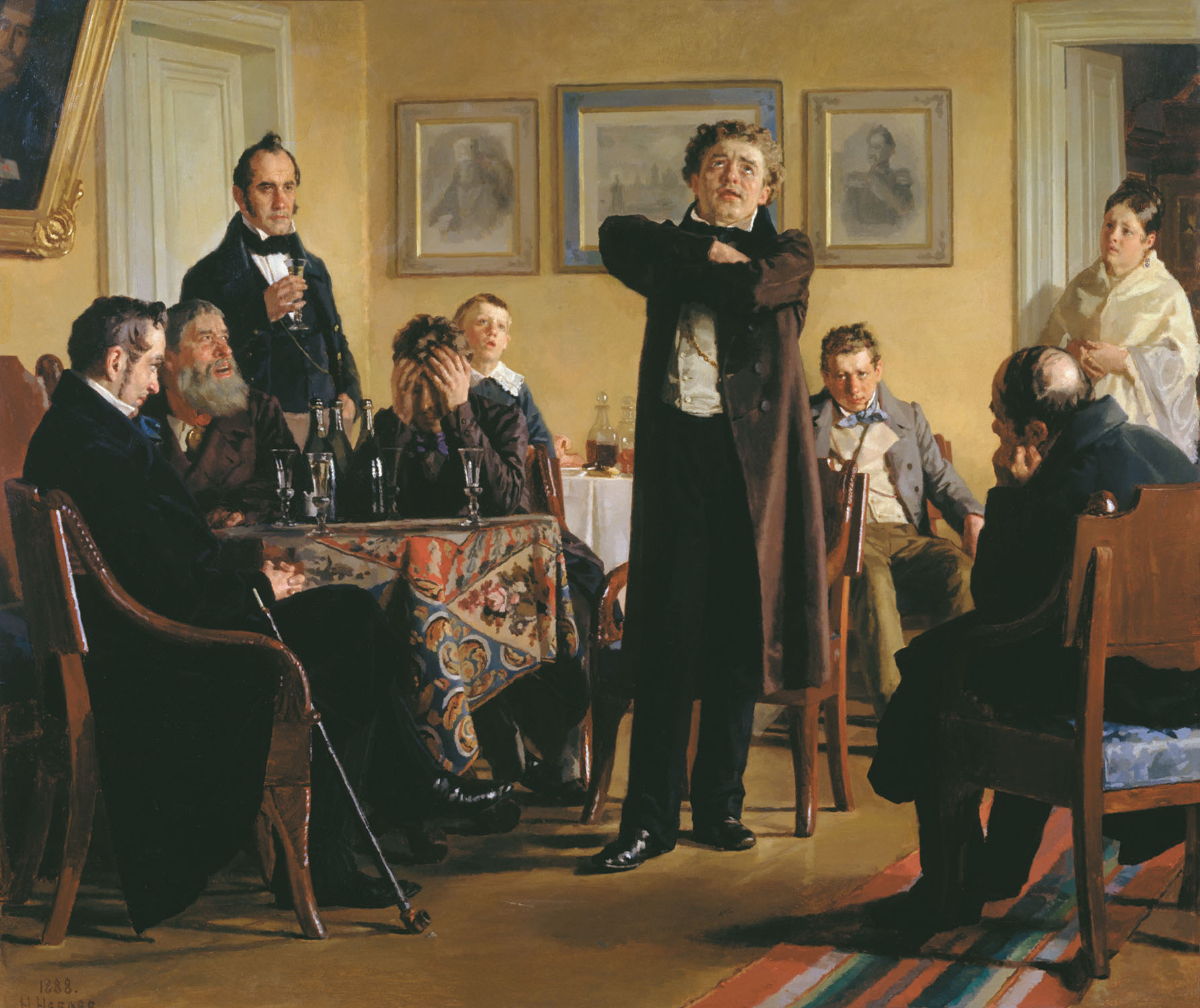
Motschalow unter Bewunderern (russisch Мочалов в кругу почитателей, 1888)
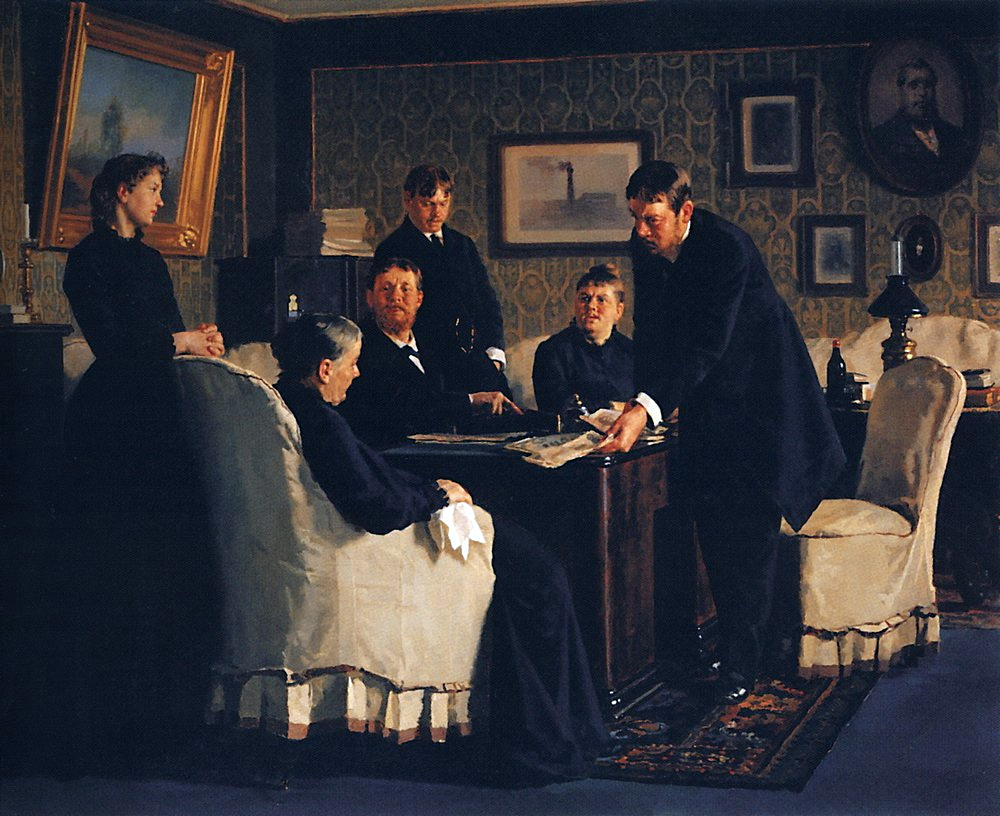
Familienauszahlung (Erbauseinandersetzung) (russisch Семейные расчёты (Раздел по наследству), 1888) Staatliche Tretjakow-Galerie, Moskau
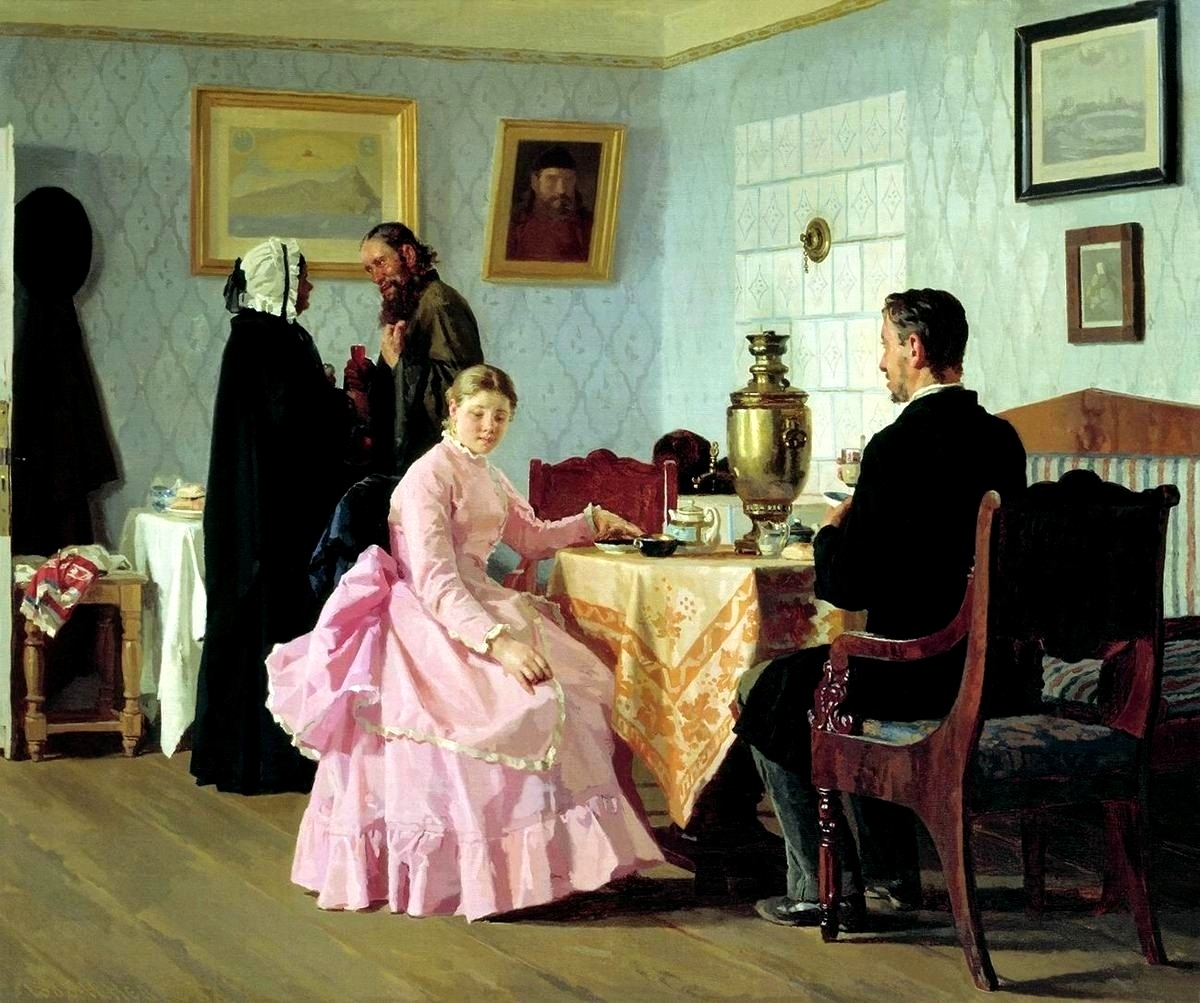
Die Braut (russisch Смотрины, 1888) Staatliche Tretjakow-Galerie, Moskau
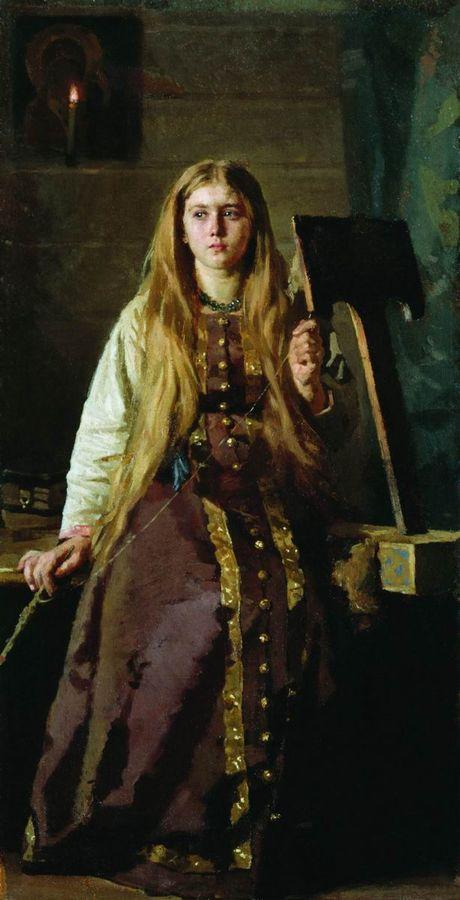
Die Spinnerin (russisch Пряха, 1889) Staatlicher Museumsverein „Künstlerische Kultur des russischen Nordens“
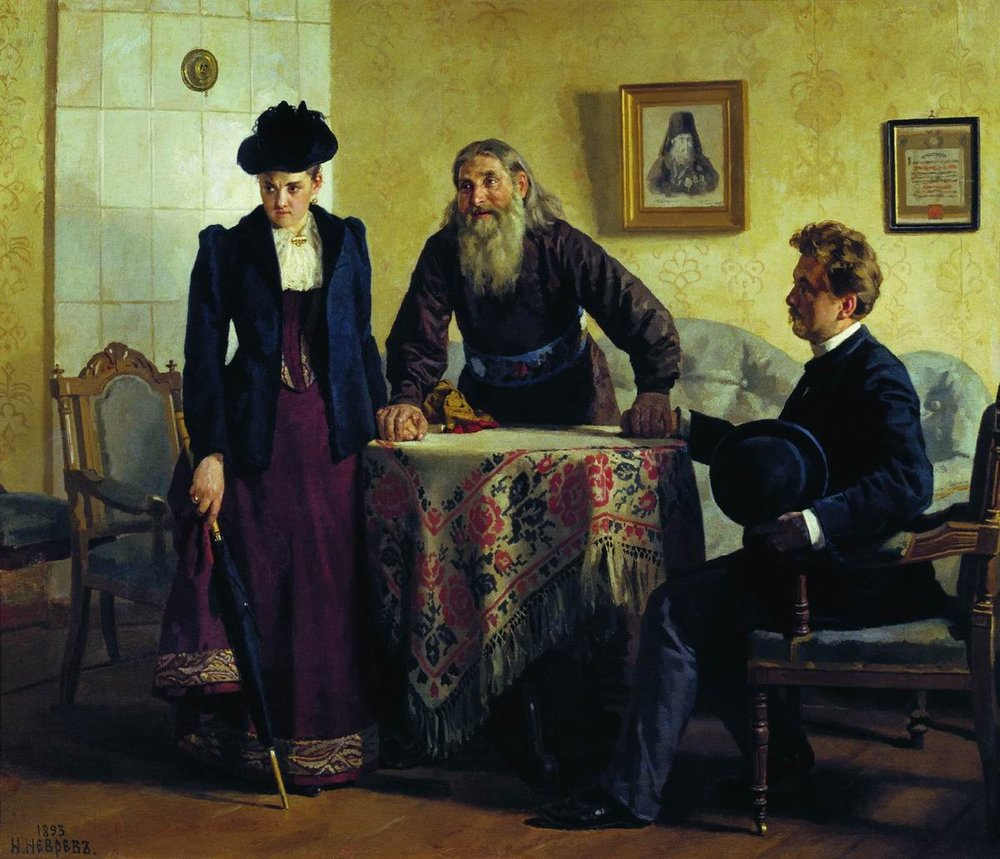
Ermahnung (russisch Увещевание, 1893) Staatliches Kastejew-Museum der Künste, Almaty
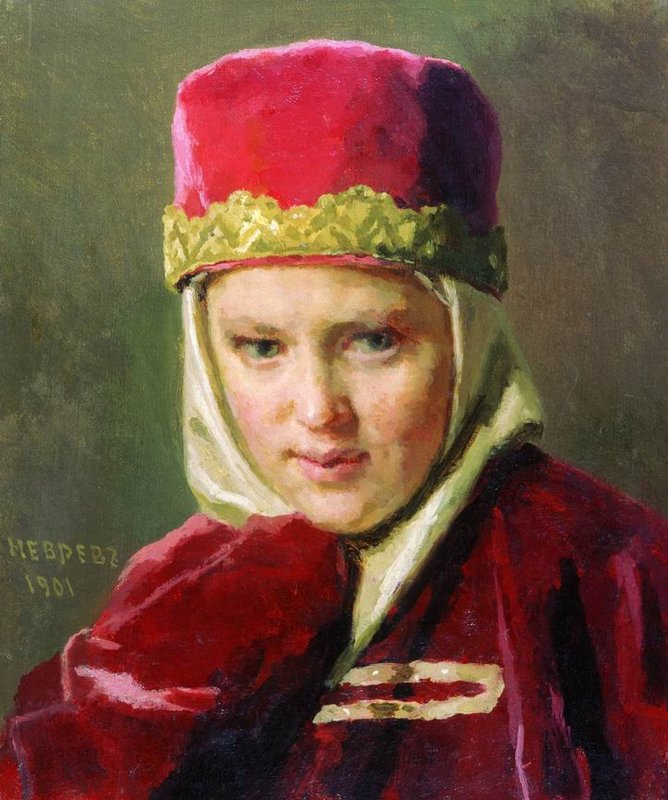
Die Bojarin (russisch Боярыня, 1901) Regionales Kunstmuseum Woronesch, benannt nach I. N. Kramskoy
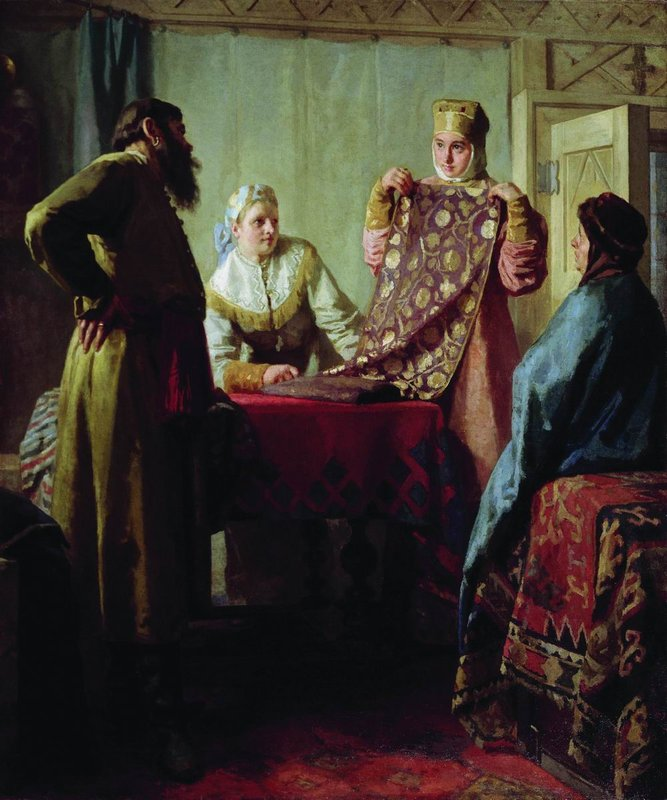
Häusliche Szene des 17. Jahrhunderts (Kaufmann und Waren) (russisch Бытовая сцена XVII века (Купец и товар)), 1890er Jahre Museum der Schönen Künste Nischni Tagil
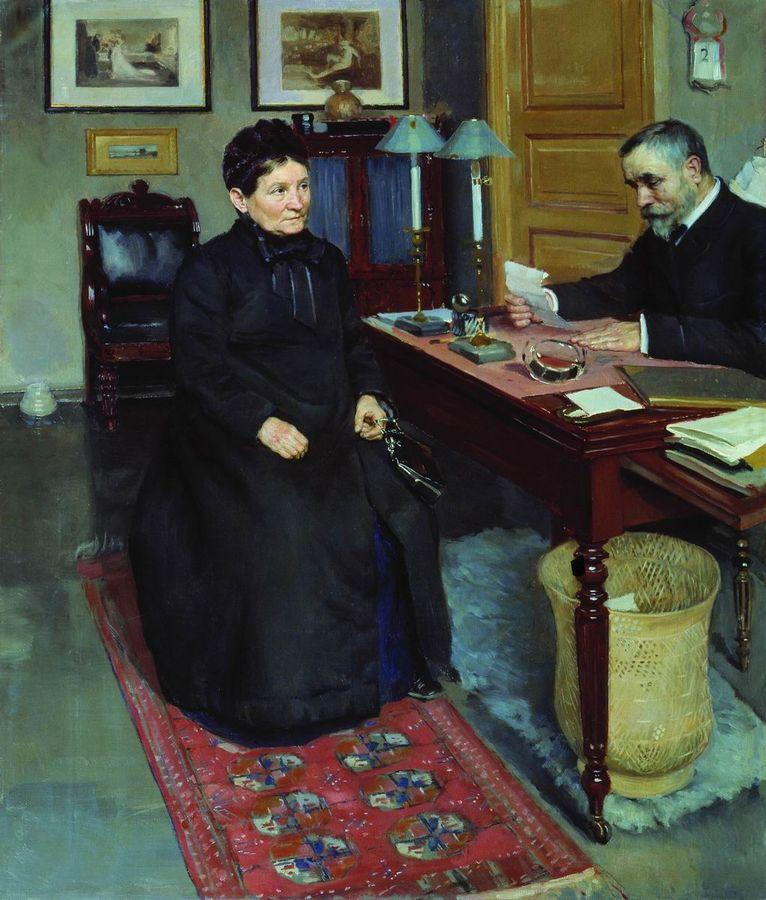
Die Bittstellerin (russisch Просительница), 1880 bis 1889 Omsker Regionalmuseum der Schönen Künste, benannt nach Michail Alexandrowitsch Wrubel
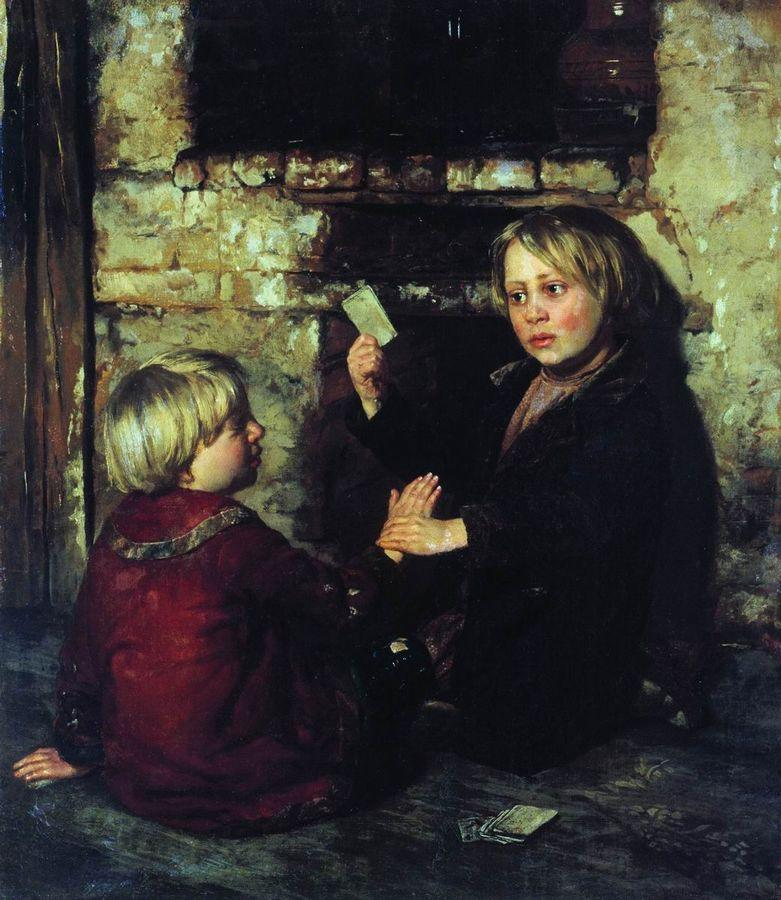
Jungen spielen Karten (russisch Мальчики, играющие в карты, vor 1870) Museum der Schönen Künste Tjumen